# کمناو
کمناو (به آلمانی: Kemmenau) یک شهر در آلمان است که در Verbandsgemeinde Bad Ems واقع شده‌است. کمناو ۵۰۸ نفر جمعیت دارد.